# Teófilo Gutiérrez
Teófilo Antonio Gutiérrez Roncancio (n. 17 mai 1985), cunoscut ca Teó, este un fotbalist columbian care evoluează pe postul de atacant. A fost internațional cu echipa națională de fotbal a Columbiei și a fost căpitanul țării la Jocurile Olimpice de vară din 2016 din Brazilia.

## Palmares

### Club
Trabzonspor
- Cupa Turciei (1): 2009–10
- Supercupa Turciei (1): 2010

Cruz Azul
- Copa MX (1): Clausura 2013

River Plate
- Primera División de Argentina (1): Torneo Final 2014
- Super Liga Final de Argentina (1): 2014
- Copa Sudamericana (1): 2014
- Recopa Sudamericana: 2015

## Legături externe
- Teófilo Gutiérrez pe site-ul National-Football-Teams.com
- Profil Transfermarkt
- Profil TFF